# José Antonio Paraíso
José Antonio Paraíso González (Torrejón de Ardoz, 20 aprile 1971) è un ex cestista spagnolo.

## Carriera
Con la Spagna ha disputato due edizioni dei Campionati mondiali (1998, 2002) e due dei Campionati europei (1997, 2001).

## Palmarès
- Liga catalana: 1

Barcellona: 1993
- ULEB Cup: 1

Valencia: 2002-03